# ハーイェーク・ラプラオ駅
ハーイェーク・ラプラオ駅（タイ語:สถานีห้าแยกลาดพร้าว）はタイ王国バンコク都チャトゥチャック区にある、バンコク・スカイトレイン（BTS）スクムウィット線の駅。駅番号は「N9」。
日本語表記の場合、ハーイェーク・ラートプラーオ駅、ハーイェーク・ラップラオ駅などと揺らぎが生じる場合もある。
駅名は「ラプラオ五叉路」の意味。

## 概要
パホンヨーティン通りの直上に位置する。2019年8月の開業より同年12月4日の延伸開業までのわずかな期間、スクムウィット線の終着駅であった。
駅名の似たラートプラーオ駅(MRTブルーライン)とは1 km以上離れている。

## 駅構造

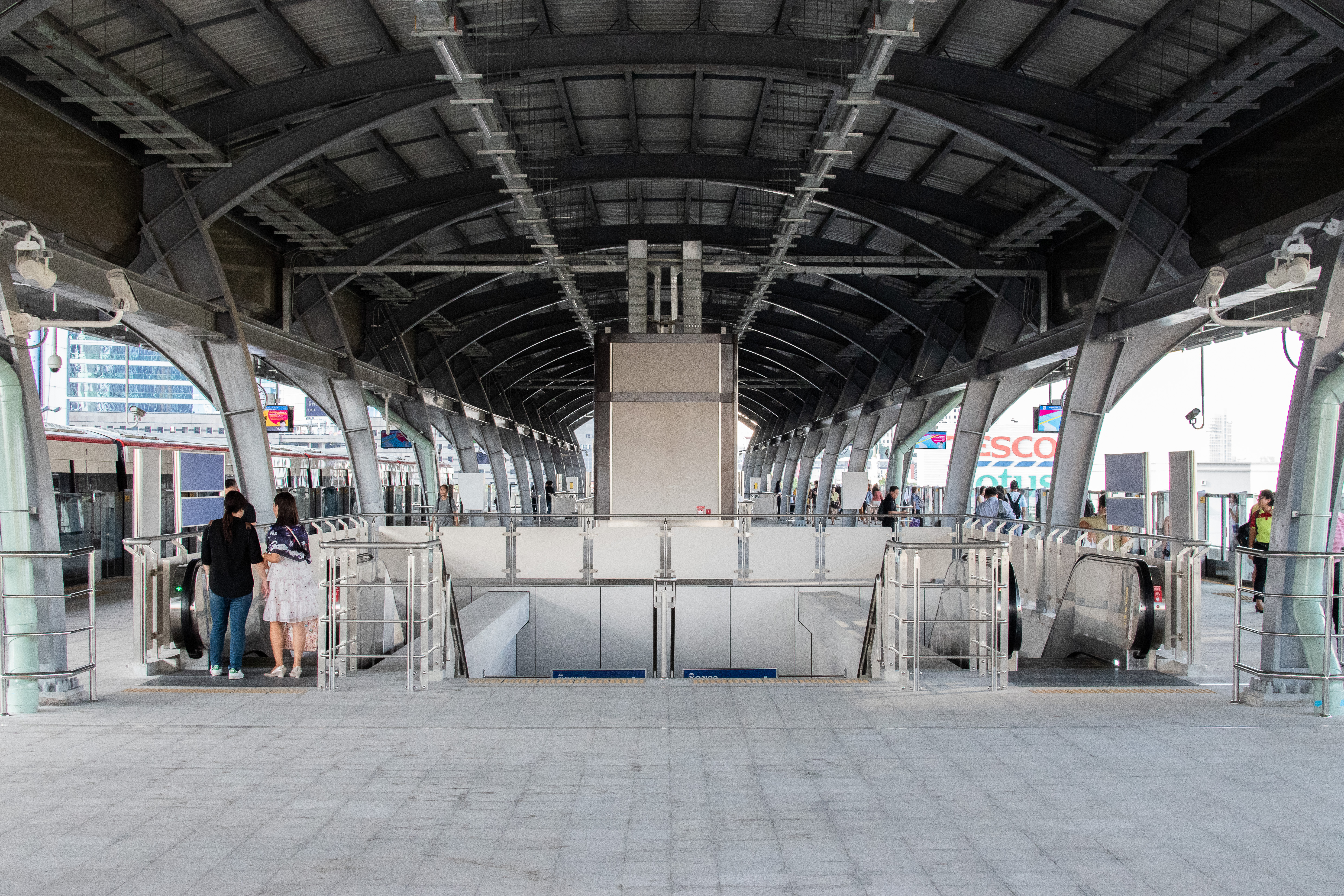
島式ホーム

スカイトレインでは比較的珍しい、島式ホーム（1面2線）を採用した高架駅。
複数の出入口があり、改札を通らず自由に行き来できる。
少々離れてはいるが、屋根付きの自由通路を経由してMRTブルーライン・パホンヨーティン駅へ乗換えができる。

### 駅階層
| 3階 | 1番線・上り■スクムウィット線     | サパーンクワーイ・サイアム・サムロン・ケーハ方面                                           |
| 3階 | 島式ホーム（可動式ホーム柵設置） |                                                                                            |
| 3階 | 2番線・下り■スクムウィット線     | ワット・プラシーマハタート駅・クーコット駅方面                                             |
| 2階 | コンコース 自由連絡通路          | 自動券売機、自動改札口 BL14 パホンヨーティン駅、ソフィテル・センタラ・グランド・バンコク他 |
| 1階 | 出入口                           | パホンヨーティン通り                                                                       |

## 周辺
- パホンヨーティン駅（バンコク・メトロ　ブルーライン）。
- セントラル・ラートプラーオ（デパート）
- ロータス - ラートプラーオ店
- センターラ・グランド・アット・セントラルプラザ・ラープラオ・バンコク
- Horwang_School（英語版） - 名門校